# ۱۱۰۶ (خورشیدی)
۱۱۰۶ هزار و صد و ششمین سال هجری خورشیدی است.